# Close to You (Rigmor Gustafsson-album)
Close to You är ett musikalbum av jazzsångerskan Rigmor Gustafsson tillsammans med The Jacky Terrasson Trio och är från 2004. På skivan medverkar även trombonisten Nils Landgren. Skivan innehåller sånger sjungna av sångerskan Dionne Warwick och skrivna av duon Burt Bacharach och Hal David där Bacharach skrev musiken och David texterna.

## Låtlista
Alla musik är skriven av Burt Bacharach och alla texter av Hal David om inget annat anges.
1. Close to You – 4:01
2. Walk on By – 2:42
3. Move Me No Mountain (Jerry Ragovoy/James Brockman) – 3:36
4. So Amazing (Luther Vandross) – 4:12
5. I'll Never Fall in Love Again– 4:09
6. Much Too Much (Diane Warren) – 3:55
7. Odds and Ends – 2:39
8. Alfie – 4:09
9. What the World Needs Now – 3:37
10. Windows of the World – 4:52
11. Always Something There to Remind Me – 2:21
12. Raindrops Keep Fallin' on My Head – 3:06
13. I Just Don't Know What to Do With Myself – 3:46
14. World of My Dreams (Linda Creed/Thom Bell) – 3:33

## Medverkande
- Rigmor Gustafsson – sång
- The Jacky Terrasson Trio:
  - Jacky Terrasson – piano, Fender Rhodes
  - Sean Smith – kontrabas
  - Eric Harland – trummor, slagverk
- Nils Landgren – trombon